# Klášterská bašta (Vysoké Mýto)
Klášterská bašta je původně dvoupatrová gotická podkovovitá bašta z 15. století, součást městského opevnění poblíž kláštera klarisek. V roce 1862 byla významně rekonstruována podle návrhu Antonína Hüttla do podoby uzavřené věže s kuželovou desetibokou střechou zakončenou makovicí a korouhví.

## Historie a význam
Název bašty vychází z blízkosti kláštera klarisek. V 19. století sehrál klíčovou roli v jejím zachování historik Alois Vojtěch Šembera, který založil komitét na obnovu městských věží. Bašta je významnou součástí obranného systému středověkého města a dokladem jeho samosprávy. Původní otevřená patra bašty směrem do města byla později zazděna cihlami.
Rekonstrukce z roku 1862 zahrnovala opravu lomového opukového zdiva, zazdění původně otevřených pater a osazení nové střechy. Věž stojí volně u hradeb, má půlválcový půdorys směrem k severnímu toku vody a trojboký tvar směrem do města.

## Architektonický popis
V přízemí se nachází segmentový vchod s pamětní deskou z roku 1862, nad ním další vchod do patra, doplněný předsunutou přízemní částí s dřevěným zábradlím. Na bocích bašty jsou opěráky a lomové opukové zdivo, zatímco horní partie byly vyspraveny cihlami a opatřeny podpůrným vynášecím obloukem. Na zaoblené severní straně jsou pod střechou tři střílny. Střecha je desetiboká, kuželová, zakončená měděnou makovicí a korouhví s letopočtem 1982.